# Albert Pestour

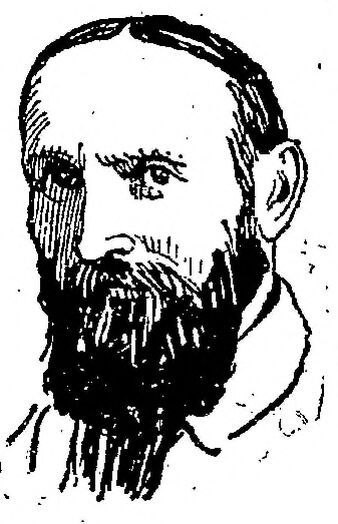
Albert Pestour 1929

Albert Pestour (* 8. April 1886 in Magnac-Bourg; † 28. Dezember 1965 in Coulounieix-Chamiers) war ein französischer Journalist und Dichter französischer und okzitanischer Sprache.

## Leben und Werk
Albert Pestour besuchte eine weiterführende Schule in Ajain. In Paris studierte er zuerst Medizin, dann Literatur. Er unterrichtete vorübergehend in Privatschulen, bevor er sich zur Bewirtschaftung auf das Gut Chantemerle bei Périgueux zurückzog und dort im Alter von 79 Jahren starb.
1923 gründete Pestour zusammen mit René Farnier und Jean Rebier die Feliber-Schule „Eicola dau Barbichet“. Beeinflusst von Charles Maurras, engagierte er sich politisch in der Action Française und leitete die von 1909 bis 1939 bestehende Wochenschrift Le Salut national, Organ der limousinischen Sektion der Action Française. Maurras war es auch, der ihn ermunterte, neben seinen dichterischen Versuchen im Französischen, in okzitanischer Sprache zu dichten. Pestour war Sekretär der 1882 gegründeten Association Professionnelle de la Presse Monarchique et Catholique. Er war Mitglied der 1961 gegründeten Académie des Lettres et des Arts du Périgord und Maître ès Jeux Floraux der Blumenspiele von Toulouse.

## Werke (Auswahl)

### Okzitanisch
- Lous Rebats sus l'Autura. Les Reflets sur la colline. Vers limousins et traduction française. Avec un poème liminaire en provençal de Charles Maurras. Éditions de "Lemouzi", Paris 1926.
- Lous Jocs daus dezei mais dau dezaire. Les Jeux du désir et du regret. Les Cahiers du Limousin et du Périgord, Chante-Merle, par Coulounieix (Dordogne) 1934.
- Florilège limousin d'Albert Pestour. Éditions de la France latine, Paris 1964. (zweisprachig, Vorwort von André Berry)

### Französisch
- Poèmes civiques. C. Millon, La Rochelle 1930. (royalistische Gedichte)
  - L'Appel au Roi, poèmes civiques. Librairie d'Action française, Paris 1933. (Vorwort von  Henri d’Orléans)
- Le Livre de Claribèle. Tourcoing 1944.